# Biancaneve (serie animata)
Biancaneve (白雪姫の伝説?, Shirayuki hime no densetsu, lett. "La leggenda della principessa Biancaneve"), trasmessa successivamente con il titolo La leggenda di Biancaneve, è una serie televisiva anime andata in onda in Giappone dall'aprile 1994 al marzo 1995 su NHK BS-2, e in Italia dall'ottobre al novembre 1994 su Italia 1. Prodotta dalla italiana Mondo TV e dalla giapponese Tatsunoko Production, è liberamente basata sulla classica fiaba dei fratelli Grimm.

## Trama
Biancaneve nasce nel Regno di Valleverde, portando gioia a tutto il paese. Purtroppo sua madre, la dolce Regina Rosebud, di salute cagionevole e mai ripresasi dalla sua nascita, muore prematuramente, facendo prima promettere al marito, Re Conrad, di riprendere moglie per non privare Biancaneve delle cure materne. Tuttavia, la seconda moglie del Re, Lady Chrystal, si rivela una donna malvagia, egoista e vendicativa. Consumata dalla vanità, la giovane Regina non sopporta che vi sia una donna più bella di lei. Messa in guardia dal suo Specchio Magico che la Principessa l'ha sorpassata in bellezza, Lady Chrystal ordina ad un cacciatore di portare Biancaneve nel bosco ed ucciderla. Ma il cacciatore, Samson, non è solo un uomo dalla forza bruta, ha anche un cuore: per questo abbandona la fanciulla nel bosco, rivelandole il piano della crudele matrigna, la Regina Lady Chrystal. Biancaneve, sola nella foresta, trova rifugio in un piccolo cottage, protetta da sette gentili e premurosi nani, che la accolgono con loro.
Ben presto, il loro rapporto all'inizio freddo si trasforma in una splendida e solida amicizia. Ma grazie al suo Specchio Magico, Lady Chrystal scopre che la figliastra Biancaneve è ancora viva e, con i suoi poteri di strega, decide di eliminarla personalmente una volta per tutte. Prima con una serpe tramutata in nastro e poi con un pettine avvelenato, la perfida matrigna cerca di uccidere la sua figliastra, la Principessa Biancaneve, ma i nani sono vigili e solo grazie al saggio "Libro della Sapienza", un antico volume che i nani si tramandano di generazione in generazione, Biancaneve ritorna alla vita scampando alla morte. Ma la Regina Lady Chrystal non demorde: dopo aver sfruttato quasi del tutto i suoi poteri diabolici per i precedenti attentati, adesso la sua bellezza sta svanendo. La machiavellica strega escogita quindi un nuovo piano: impadronirsi del corpo della figliastra Biancaneve e trasferirvi la propria anima, ritrovando quindi bellezza e salute.
Grazie ad una mela avvelenata, Lady Chrystal uccide definitivamente la sua figliastra, la Principessa Biancaneve, ne imprigiona l'anima nello Specchio Magico e mette in atto il suo maleficio: libero dal corpo ormai consunto della Regina, lo spirito maligno che la abitava sin da quando era una bambina, controllandone mente ed azioni, fa ritorno attraverso lo Specchio Magico al leggendario Castello della Vita. Qui, bagnandosi nella fonte dell'eterna giovinezza, riacquisterà piena forza e potere per poi sfruttarli, con il corpo di Biancaneve, nel mondo reale. Solo l'intervento del Principe Riccardo di Albertville, innamorato di Biancaneve, saprà ristabilire l'equilibrio tra bene e male e distruggere l'artefice di tutto il dolore causato. Entrato a sua volta nel Regno della Vita, Riccardo affronta la creatura diabolica e, grazie alla luce della speranza generata dall'anima di Biancaneve, riesce ad ucciderla, salvando non solo la sua amata, ma anche la giovane Chrystal che, libera dall'influenza diabolica dello spirito, si redime.
Con un bacio per ricongiungere l'anima al suo corpo, Riccardo risveglia Biancaneve dalla morte e, insieme a lei, si avvia verso la strada di felicità che i due sono riusciti, con l'amore, a crearsi.

## Personaggi
- Biancaneve (白雪姫?, Shirayuki hime), bellissima Principessa dalla pelle bianca come la neve, è la protagonista della serie. Di sangue reale, la fanciulla non ha la superbia e l'altezzosità che caratterizzano le persone nobili: generosità ed altruismo sono le doti che la descrivono, romanticismo e dolcezza quelle che in lei traspaiono di più. La sua eccessiva fiducia nel mondo e nella bontà saranno il suo punto debole: la matrigna approfitterà di questo per tentare di ucciderla. Nonostante ciò non perde mai la speranza di un mondo migliore, un mondo in cui angoscia e paura sono dimenticate e lei può vivere in pace con Riccardo. Doppiata da Yuri Amano (originale), Donatella Fanfani (italiano).
- Latte (ミルク?, Miruku, Milk), Tasca (ポッケ?, Pokke) e Cucù (クック?, Kukku) sono gli animaletti da compagnia di Biancaneve, un dono ricevuto dalla madre per il suo quarto compleanno. Dolci e birbanti, i tre cuccioli sono inseparabili e crescono con la loro padroncina in perfetta armonia. Al momento di trovare loro un nome, la piccola Biancaneve ne ha scelti tre che rievocano una loro caratteristica particolare: il cane Latte adora il latte, la gattina Tasca è talmente piccola da entrare nella tasca di un abito e la colomba Cucù ripete sempre questo verso. I tre animaletti non sono ben visti da Lady Chrystal, che più di una volta ha dimostrato il suo disprezzo per loro colpendoli o ordinando alla figliastra di liberarsene, e anche il gruppetto ricambia questo sentimento, dimostrandosi sin dall'inizio molto diffidente verso la nuova Regina. Quando Biancaneve fuggirà dal castello, avvertita da Samson del piano della matrigna, Latte, Tasca e Cucù, dopo aver aggirato con astuzia una trappola di Lady Chrystal, la raggiungeranno nel bosco con l'aiuto del cacciatore. Grazie a Cucù, Biancaneve si manterrà in contatto epistolare sia con Riccardo che con la piccola Cathy.
- Lady Chrystal (クリスタル?, Kurisutaru), chiamata semplicemente la Regina o la matrigna nell'edizione italiana; matrigna della protagonista, è un personaggio avvolto nel mistero. Lontana cugina del Re, la giovane Chrystal è dotata di una bellezza pari solo alla sua malvagità. Dedita alla stregoneria, la Regina placa i suoi dubbi estetici grazie ad uno Specchio Magico, che in continuazione interroga per sapere chi è la più bella del Reame. Maestra delle arti oscure, la Regina sfrutta la magia per eliminare i suoi rivali e ottenere quello che al mondo le preme di più possedere: bellezza e potere. Il suo obiettivo, abbandonato il proposito di uccidere Biancaneve, è impadronirsi del corpo dell'odiata rivale per continuare ad essere la più bella del Regno. Ma in realtà Lady Chystal non è intrinsecamente malvagia: sin da bambina è infatti posseduta da una creatura diabolica che detta le sue azioni. Doppiata da Mari Yokoo (originale), Caterina Rochira (italiano).
- Madame Helene (ヘレーネ?, Herēne), meglio conosciuta come lo Spirito maligno (悪魔?, Akuma), è il vero antagonista principale della serie. Defunta nonna di Lady Chrystal a capo di un regno vicino, la donna è l'incarnazione stessa del male, una strega potentissima ed immortale, ma non abbastanza potente da mantenere intatta negli anni la propria bellezza che, secondo il ciclo naturale del mondo, lentamente è sfiorita. La strega è inoltre l'artefice del sortilegio che ha separato Milarka da Spek, imprigionando la prima nella spada sacra e il secondo nello Specchio Magico. Vent'anni prima, non sopportando l'idea di diventare vecchia, Madame Hélène ha trovato nei suoi libri di stregoneria il modo di conservarsi giovane e in salute: impossessarsi di un corpo estraneo e trasferirvi la propria anima, perpetrando così un ciclo senza fine di sacrifici in virtù della sua grande vanità. Prima vittima della sua ambizione è la nipote Chrystal, sin dal giorno del suo dodicesimo compleanno, la cui anima viene imprigionata nello Specchio Magico per consentire alla diabolica strega di continuare la sua turpe esistenza, controllandone mente e azioni. Grazie a un tremendo incantesimo, la sua anima trasfigurata diventa un gigantesco demone pipistrello, ovvero uno Spirito maligno che vive sfruttando il corpo delle sue vittime, donne belle e potenti che, sotto il suo influsso malefico, diventano egoiste e vendicative. Dotato di enormi poteri magici, è tuttavia limitato nel loro utilizzo nel mondo reale dal corpo ospite, che sotto la pressione della magia oscura, quando abusata, inizia precocemente a invecchiare, costringendo l'essere maligno a cercare un'altra vittima da sacrificare. Quando il corpo di Lady Chrystal, oppresso dall'anima diabolica della nonna e dai suoi disperati tentativi di eliminare Biancaneve con la magia, inizia a consumarsi prima del tempo, Madame Hélène è costretta a cambiare i propri piani e a voler catturare Biancaneve per salvarsi di nuovo dalla vecchiaia. Lo Spirito maligno fa ritorno attraverso lo Specchio Magico al leggendario Castello della Vita. Qui, bagnandosi nella fonte dell'eterna giovinezza, riacquista piena forza e potere, per poi sfruttarli con il corpo di Biancaneve nel mondo reale. Entrato a sua volta nel Regno della Vita, Riccardo di Albertville lo affronta e, grazie alla luce della speranza generata dall'anima di Biancaneve, riesce a ucciderlo con la spada sacra di Milarka, salvando non solo la sua amata, ma anche la giovane Chrystal, che libera dalla sua influenza diabolica si redime. Doppiata da Toshiko Sawada (originale) e Nicoletta Ramorino (Madame Hélène) (italiano), Ikuya Sawaki (originale) e Pietro Ubaldi (Spirito maligno) (italiano).
- Il pipistrello (コウモリ?, Koumori) è l'aiutante di Lady Chrystal. Completamente devoto alla sua padrona, aiuta la matrigna a portare a termine i suoi piani, soprattutto i più delicati. Con il suo aiuto, Lady Chrystal riesce più volte a superare la nebbia protettiva che circonda la foresta incantata e che tiene lontano gli esseri malvagi. È il pipistrello a mettere a segno il primo attentato della matrigna ai danni di Biancaneve, così come ad aiutare lo spirito del male Ronny ad entrare nel bosco. Nonostante la sua lealtà, il pipistrello è spesso tiranneggiato e molestato dalla padrona, della quale ha una grande soggezione. Alla fine, si redime e vive nei pressi della casetta dei sette nani.
- Riccardo di Albertville (リチャード?, Richādo, Richard) è il protagonista maschile della serie. Figlio unico del Conte Robert di Albertville, il giovane Principe è l'innamorato di Biancaneve. Conosciuto casualmente durante un ricevimento, diventa l'intimo e più fedele amico della Principessa, fino a che i due non si innamorano. Partito in un viaggio di formazione per prendere il posto del padre ammalato alla guida della contea, è sempre nel cuore di Biancaneve e sarà lui a salvarla definitivamente dalle grinfie della crudele creatura che manipola Lady Chrystal. Doppiato da Takehito Koyasu (originale), Luca Semeraro (italiano).
- Dotto (ボス?, Bosu, Boss) è il più anziano e il capo dei sette nani che accolgono Biancaneve in casa loro. Dalla lunga barba bianca e dai modi riflessivi, Dotto è l'unico in grado di consultare il "Libro della Sapienza", scritto nell'antica lingua dei nani, per salvare Biancaneve dai mille pericoli che la minacciano. Doppiato da Hiroshi Naka (originale), Sante Calogero (italiano).
- Cucciolo (ジョリー?, Jorī, Jolly) è il minore dei sette nani, quello che più si affeziona a Biancaneve e con il quale la Principessa trascorre la maggior parte del suo tempo nel bosco. Vivace, simpatico e un po' pasticcione, è l'anima della combriccola. Doppiato da Tetsuya Iwanaga (originale), Gualtiero Scola (italiano).
- Brontolo (ゴルディー?, Gorudī, Goldie) è il nano più forte e deciso. Dal cuore d'oro e dal grande coraggio, Brontolo è quello che per primo si lancia nella mischia, uscendone sempre vincitore. La sua sensibilità è nascosta dai suoi modi burberi e, anche se poco lo dimostra, anche lui è totalmente affezionato a Biancaneve. Doppiato da Kozo Shioya (originale), Pietro Ubaldi (italiano).
- Gongolo (グルメ?, Gurume, Gourmet) è addetto alla cucina ed è quindi il cuoco di casa. Simpatico e grassottello, insegnerà a Biancaneve l'arte culinaria. Gongolo ha inoltre un ruolo di mediazione, un parafulmini tra gli altri membri del gruppo, oltre che vera fonte di sostentamento per tutti. Doppiato da Jun'ichi Sugawara (originale), Umberto Tabarelli (italiano).
- Pisolo (ウッディー?, Uddeī, Woody) è maestro nel lavorare il legno e ha ben poco del suo nome. In principio ostile a Biancaneve, il nano in realtà prova un gran bene per la Principessa, ma la sua famosa riservatezza lo porta a manifestare poco le sue emozioni, esattamente come Brontolo. Doppiato da Nobuyuki Furuta (originale), Roberto Colombo (italiano).
- Eolo (カモミール?, Kamomīru, Camomillo) è esperto in erbe e pozioni medicinali. Eolo ha il ruolo di medico del gruppo: è lui che cura Molly, la balia di Biancaneve, dalla cecità e che ha sempre la soluzione a tutti i problemi. Doppiato da Katsumi Suzuki (originale), Sergio Romanò (italiano).
- Mammolo (ペット?, Betto, Vet) è fifone e poco avventuroso. Mammolo ha una grande passione per gli animali ed è in grado di comunicare con loro. Protettivo e sempre schernito da Cucciolo, si dimostrerà invece fiero e molto determinato. Doppiato da Wataru Takagi (originale), Riccardo Peroni (italiano).
- Molly (モーリー?, Mōrī, Molly) è la dolce balia e dama di compagnia di Biancaneve. La donna, affettuosa e legata alla Principessa come ad una figlia, viene cacciata dal castello da Lady Chrystal dopo essersi spinta una volta di troppo ad opporsi alle continue umiliazioni inflitte dalla nuova Regina alla Principessa. Biancaneve ritrova Molly in un piccolo villaggio fuori del bosco, scoprendo con orrore che è diventata cieca. Ma grazie ad Eolo e alle sue cure miracolose, la dolce Molly ritroverà la vista e la gioia di rivedere il volto dell'amata Biancaneve. Doppiata da Asami Mukaidono (originale), Nicoletta Ramorino (italiano).
- Jack (ジャック?, Jakku, Jack) è il giovane figlio adottivo del capo del villaggio di Molly, ma in realtà è il Principe della foresta. Abbandonato da piccolo per evitargli misteriosi pericoli, il giovane vive allo stato selvaggio, non tornando quasi mai a casa e trascorrendo le sue giornate nella foresta. Dopo aver conosciuto Biancaneve, se ne innamora perdutamente, convivendo invano con la speranza che la Principessa rivolga a lui e non a Riccardo i suoi pensieri d'amore. Traviato da un incantesimo di Lady Chrystal, che lo convincerà di essere un folletto maligno, Jack tenterà più volte sotto l'influsso della matrigna di nuocere a Biancaneve, ma senza successo. L'incontro con la fatina Flora svelerà definitivamente la sua identità, riportandolo per sempre dalla parte del bene. Doppiato da Kappei Yamaguchi (originale), Diego Sabre (italiano).
- Milarka (ミラルカ?, Miraruka) è il Genio della Luce, imprigionata dalla malvagia Madame Hélène in una spada conficcata in una roccia e custodita in una grotta nascosta dietro una cascata nella foresta dei sette nani. La creatura è stata separata dal suo amato, Spek, che è invece schiavo del potere di Lady Chrystal e rinchiuso nel suo Specchio Magico. Alla sua prima apparizione, Milarka prende possesso del corpo di Biancaneve per poter raggiungere Spek, ma Dotto riesce a convincerla a rientrare nella spada così da liberare la giovane Principessa. Una volta comprese le ragioni che hanno spinto Biancaneve ad abbandonare il castello, Milarka diventa una sua preziosa alleata. Alla fine, quando Riccardo impugna la sua spada, l'anima di Spek viene unita all'arma e, dopo la sconfitta dello Spirito maligno, i due innamorati possono finalmente stare insieme per sempre in un candelabro nella vecchia camera da letto di Biancaneve. Doppiata da Akiko Hiramatsu (originale), Jasmine Laurenti (italiano).
- Spek (鏡の精?, Kagami no sei, lett. "Spirito dello Specchio") è il Genio della Conoscenza, rinchiuso nella limpida trasparenza dello Specchio Magico di Lady Chystal e obbligato a rispondere alle sue domande. I suoi poteri sono illimitati, ma non abbastanza da liberarlo dalla prigionia della strega. Il suo amore perduto, Milarka, è sempre nei suoi pensieri e, aiutando Biancaneve e Riccardo, salverà anche la sua amata. Alla fine, dopo la sconfitta dello Spirito maligno, i due innamorati possono finalmente stare insieme per sempre in un candelabro nella vecchia camera da letto di Biancaneve. Doppiato da Kozo Shioya (originale), Enrico Bertorelli (italiano).
- Samson (サムソン?, Samuson), chiamato semplicemente il cacciatore nell'edizione italiana; è il cacciatore incaricato da Lady Chrystal di uccidere Biancaneve. Dotato di una forza senza pari, l'uomo è famoso per la sua precisione con arco e frecce e conosce la foresta e i suoi abitanti come pochi. La sua figura possente, tuttavia, nasconde un cuore sensibile e altruista, spezzato anni addietro dalla perdita dell'adorata figlia Lisa, uccisa da un feroce orso. Samson rivede nella grazia e nella spensieratezza di Biancaneve la figlioletta perduta, per questo difenderà la Principessa dallo stesso orso colpevole dell'assassinio e le rivelerà il piano diabolico della matrigna. L'aiuto di Samson, che sempre veglierà su Biancaneve, sarà inoltre prezioso per ricongiungere la Principessa con i suoi tre animaletti e per il fine ultimo di salvare il regno dalle mani dello spirito maligno che controlla Lady Chrystal. Doppiato da Shinpachi Tsuji originale), Stefano Albertini (italiano).
- Re Conrad (コンラッド王?, Konraddo Ō) (nell'edizione italiana non viene fatto il suo nome) è il padre di Biancaneve e il sovrano del Regno di Valleverde. Magnanimo e sensibile, rimane devastato dalla perdita della moglie. Il conforto che spera di ridare alla figlia con un nuovo matrimonio svanisce quando, partito per la guerra, lascia Biancaneve nelle mani del demonio. Doppiato da Ikuya Sawaki (originale), Enrico Bertorelli (italiano).
- La Regina Rosebud (ロゼバッド?, Rozebaddo) (nell'edizione italiana non viene fatto il suo nome) è la defunta madre di Biancaneve. La dolce Rosebud ha come unico desiderio l'essere madre, ma la grande gioia di avere finalmente una bambina non riesce a fortificare il suo fisico, già cagionevole e malaticcio. Una brutta malattia la strapperà dalle braccia del suo sposo e dalla tanto desiderata maternità, ma non prima di aver ottenuto dal marito la promessa di ridare una madre alla figlia. La Regina incontrerà, seppur per pochi attimi, la tanto amata figlia Biancaneve, prigioniera del veleno somministratole da Lady Chrystal, nel limbo che separa il mondo dei vivi da quello dei morti, e le infonderà coraggio e speranza per il futuro. Doppiata da Patrizia Scianca (italiano).
- Robert di Albertville (ロバート?, Robēto) è il Conte di Albertville e padre di Riccardo. Sovrano benevolo, ma da tempo molto malato e di conseguenza impossibilitato a governare in maniera autonoma il proprio paese, il Conte invia il figlio all'estero per un approfondito viaggio di formazione, con la speranza che Riccardo, nonostante la giovane età, torni presto con l'esperienza necessaria per prendere il suo posto a capo della contea. Nonostante le disperate condizioni di salute, Robert parte in guerra al fianco di Re Conrad, in virtù di un'amicizia nata anni prima sul campo di battaglia. Doppiato da Shinya Ōtaki (originale), Maurizio Scattorin (italiano).
- Poppy (ポンピ?, Ponpe) è il figlio di una coppia di elfi che Biancaneve e Cucciolo incontrano durante il viaggio educativo di quest'ultimo. Secondo la tradizione, i piccoli elfi devono essere allevati da un estraneo, non appartenente alla loro specie, e solo raggiunta la maturità possono fare ritorno tra i loro simili. Cucciolo si occupa così di Poppy con grande cura, fino alla metamorfosi finale, quando il giovane elfo torna ormai cresciuto dai genitori. Poppy governa le forze dell'acqua e sarà d'aiuto a Biancaneve e ai sette nani durante i terribili momenti finali della loro avventura. Doppiato da Tsutomu Kashiwakura (originale), Paolo Torrisi (italiano).
- Re Goby (ゴビー?, Gobē) è l'intemperante sovrano del popolo dei Goblin. Dispotico e abituato ad averla sempre vinta, Goby cattura Biancaneve e Cucciolo durante il viaggio educativo e progetta di sposare la fanciulla contro il suo volere. Ma la determinazione di Cucciolo nel voler salvare la Principessa smuove il cuore del sovrano, che manterrà la sua promessa di liberare Biancaneve e stringerà con loro una solida amicizia. Amicizia che si rivela preziosa quando, dalle nebbie del passato, Lady Chrystal invoca lo spirito del male Ronny, eterno nemico dei Golbin, al quale comanda di catturare Biancaneve e distruggere i suoi piccoli amici. Re Goby, grazie alla sua potente spada in grado di catalizzare fulmini ad altissimo voltaggio, governa le forze del fuoco ed anche lui sarà indispensabile per la salvezza del Regno. Doppiato da Nobuo Tobita (originale), Massimiliano Lotti (italiano).
- Memole (メムル?, Memuru) è la dolce governante di Re Goby. Segretamente innamorata di lui, aiuta Cucciolo a sventare il matrimonio del suo Re con Biancaneve, scoprendo infine che Goby nutre per lei i suoi stessi sentimenti. Il loro amore è messo a dura prova dal perfido Ronny, che prende possesso del corpo della piccola Goblin per entrare nella foresta dei nani e catturare Biancaneve. Memole, nonostante non possegga capacità magiche particolari (a parte il dono della preveggenza, ereditato dalla zia), è sempre al fianco del suo innamorato, aiutandolo con la forza dei suoi sentimenti. Doppiata da Yukoo Mizutani (originale), Federica Valenti (italiano).
- Milfe (ミルフェ?, Mirufue) è una fatina un po' pasticciona e alle prime armi, che ancora non è riuscita a trovare la sua strada nel mondo della magia. Decide, una volta incontrati Biancaneve e Cucciolo durante il viaggio educativo, di seguirli per essere al loro servizio. Ma giunta nel triste villaggio della vallata dei venti, decide di fermarsi ed aiutare gli abitanti, che da tempo sono oppressi da un nuvolone grigio che impedisce loro di vedere la luce del sole. Milfe, sfruttando i poteri del vento, che diventerà il suo elemento, farà tornare il sole e troverà nel villaggio una nuova casa. Doppiata da Akiko Yajima (originale), Lara Parmiani (italiano).
- Mamula (メムーラ?, Memūra) è la guida spirituale dei Golbin. Zia di Memole, è una maga premurosa e saggia, rispettata dal suo popolo e da tutte le creature della foresta incantata. Dotata di poteri divinatori, è l'artefice dell'incantesimo che trecento anni prima aveva salvato i Golbin dal malvagio spirito Ronny, relegandolo in un mondo parallelo da dove l'essere ora reclama vendetta. La sua antica magia sarà inoltre preziosa per salvare Biancaneve dopo l'ennesimo tentativo di Lady Chrystal di ucciderla. Doppiata da Reiko Suzuki (originale), Grazia Migneco (italiano).
- Flora (フローラ?, Furōra) è la Fata dei fiori. Incontra Riccardo durante la sua prigionia sull'isola di Bilah, nel golfo di Kapi, dove Lady Chrystal l'ha fatto rinchiudere per sfruttarlo come esca e catturare Biancaneve. Assopita in un fiore remoto che cresce tra le pendici rocciose dell'isola, Flora si risveglia grazie alla generosità del Principe, che bagna la pianta per impedirle di seccare. Con l'aiuto di Flora, Riccardo riuscirà a fuggire dalla prigione e a recarsi verso il campo di battaglia dove si trova Re Conrad. Prima di separarsi, il Principe affida alla fatina il suo medaglione e la prega di portarlo a Biancaneve: in questo modo impedirà alla Principessa di cadere nella trappola tesale dalla matrigna, che aveva cercato di ingannarla, pretendendo che le si consegnasse in cambio della liberazione del suo innamorato. Doppiata da Ikue Ootani (originale), Marina Massironi (italiano).
- Jonas (ヨーナ?, Yōna) è il grande mago a capo dell'ordine dell'universo. Dopo un sonno secolare, lo stregone viene invocato da Lady Chrystal, ormai allo stremo delle forze e della pazienza, per riuscire nel suo intento di catturare Biancaneve. Per convincere Jonas, dedito alle forze del bene, ad aiutarla, la matrigna gli fa credere che Biancaneve sia uno spirito maligno, che sfrutta la propria candida apparenza per creare disordine nel Regno. Dotato di un magico bastone, Jonas ha il potere di tramutare in pietra ogni cosa che tocca o che viene colpita da uno dei suoi fasci di luce. Dopo aver invano tentato di pietrificare Biancaneve e i nani, viene reso inerme e informato dell'inganno nel quale è caduto. Per impedire alla matrigna di trionfare, ora che ha in mano sua il bastone pietrificante, Jonas si allea con il gruppo e lo guida verso la conquista dei quattro elementi (acqua, aria, fuoco e terra) necessari al trionfo delle forze del bene. Doppiato da Shunsuke Shima (originale), Riccardo Mantani (italiano).
- Piki (ピキ?, Piki) è un piccolo scoiattolo che vive nella foresta incantata. Dopo la fuga di Biancaneve dal castello per sottrarsi alla vendetta della matrigna, lo scoiattolino la guida attraverso il bosco sino al cottage dei sette nani, dove trascorrerà con lei le ore che la separano dal ritorno dei padroni di casa. In seguito, Piki diverrà un fedele amico della fanciulla e dei sette nani.
- Cathy (キャシー?, Kyashī) (Katia nell'edizione italiana) è una graziosa bambina appartenente al "popolo che vive di prestiti", piccole creature fuggite dalla loro terra in seguito allo scoppio di una terribile guerra. Durante il loro pellegrinaggio, questi esseri prendono in prestito ciò di cui hanno bisogno dalla casa in cui soggiornano, restituendolo quando non serve loro più. Biancaneve incontra Cathy quando la sua famiglia decide di fermarsi nel cottage dei sette nani, provocando una serie di misteriose quanto indisponenti sparizioni. Le due stringono una profonda amicizia e, quando Cathy sarà costretta a ripartire, il distacco da Biancaneve sarà molto doloroso. Tuttavia, le due si tengono in continuo contatto, scrivendosi delle lunghe lettere. Doppiata da Chieko Honda (originale), Elisabetta Spinelli (italiano).
- Madame Bauer (バウワー夫人?, Bauwā fujin) è una delle abitanti del villaggio dove si trasferisce Molly dopo essere stata cacciata dal castello. Presuntuosa e ben poco amata dal resto del villaggio, soprattutto dai bambini, Madame Bauer cerca di guadagnarsi il rispetto della comunità comportandosi da despota e raccontando una serie di menzogne che la vedono amica e confidente ora della Regina, ora della Principessa Biancaneve. Il suo atteggiamento cambia quando Biancaneve stessa, in fuga dalle guardie della matrigna, arriva in incognito nel villaggio, portando una ventata di gioia e di spensieratezza che travolgeranno anche Madame Bauer. Resasi conto del suo pessimo modo di rapportarsi con gli altri, la donna si rabbonirà lentamente diventando, insieme a Molly, una guida per tutti i bambini del villaggio. Doppiata da Akiko Takeguchi (originale), Rosalba Bongiovanni (italiano).
- Matthew (マシュー?, Mashū) (Matteo nell'edizione italiana) è uno dei bambini che abita nel villaggio natale di Molly. Esuberante e ciarliero, Matthew è molto curioso e, durante la permanenza di Biancaneve al villaggio, si scontra spesso con Cucciolo, che non sopporta la sua invadenza. I due, tuttavia, si trovano spesso d'accordo e, anche se non vogliono ammetterlo, hanno una grande stima l'uno dell'altro. Doppiato da Kyouko Minami (originale), Patrizia Scianca (italiano).
- Ralph (ラルフ?, Rarufu) è uno dei bambini che abita nel villaggio natale di Molly. Dispettoso e prepotente, il ragazzino è il migliore amico di Jack ed insieme i due si divertono a girovagare per la foresta e il villaggio, creando scompiglio. Dopo essere stato accusato del furto di una spilla appartenente a Molly, Biancaneve scoprirà che il carattere irrispettoso del bambino è in realtà un modo per mascherare la sua grande insicurezza e solitudine, dovuta all'improvvisa partenza dei genitori per questioni di lavoro. Risolta la questione del furto, della quale era colpevole una semplice gazza, Ralph inizia ad inserirsi nel gruppo di bambini del villaggio, ritrovando la serenità. Doppiato da Tsutomu Kashiwakura (originale), Jasmine Laurenti (italiano).
- Melba (メルバ?, Meruba) e Giza (ギザ?, Giza) (Marta e Gilda nell'edizione italiana) sono due abitanti del bosco del mondo immaginario. Dall'aspetto mite e grazioso, le due care vecchine sono in realtà furbe e molto determinate, ansiose di trovare una vittima da spaventare per potersi cibare delle sue lacrime di terrore e ritrovare così la giovinezza. Risvegliate dal loro sonno secolare dalle lacrime di gioia di Biancaneve, imprigionata insieme a Riccardo nel mondo immaginario da un incantesimo di Lady Chrystal, Melba e Giza tentano in ogni modo di far piangere la fanciulla, ma i loro tentativi sono vani, anche a causa della sbadataggine di Giza. Dopo aver rinunciato a spaventare Biancaneve, le due finiscono col indicare alla coppia la strada per uscire dal bosco per poi tornare a dormire. Doppiate da Hiroko Maruyama (originale), Grazia Migneco (italiano) (Melba) e Atsuko Mine (originale) (Giza).
- Lada (ラーダ?, Rāda) è la guardiana del mondo immaginario. Bella e misteriosa, Lada vede Biancaneve e Riccardo entrare nel suo mondo attraverso la superficie magica di un fiore e si invaghisce del ragazzo, tanto da volergli impedire di andarsene. Dopo ripetuti tentativi di separarlo da Biancaneve, Lada comprende il grande amore che lega i due giovani, pronti a sacrificarsi pur di non arrendersi, e rinuncia a trattenere Riccardo, lasciandoli entrambi liberi di andarsene. Con lo sguardo malinconico e una lacrima, osserva Biancaneve e Riccardo uscire dal mondo immaginario, dove un amore tanto profondo non è possibile. Doppiata da Ai Orikasa (originale), Marcella Silvestri (italiano).
- Ronny (ロニ?, Roni) è lo spirito del male, un essere maligno con le sembianze della nebbia. Sconfitto da Mamula e condannato a vivere in un mondo parallelo da oltre trecento anni, Ronny viene liberato dalla prigionia da un incantesimo di Lady Chrystal, che vuole sfruttare la sua ira verso le creature della foresta incantata per liberarsi dei nani e riuscire a mettere le mani sul corpo di Biancaneve. Superata grazie al pipistrello della matrigna la nebbia magica, Ronny prende possesso del corpo della piccola Memole e poi di tutti i Golbin, ad eccezione di Re Goby, per dare la caccia ai sette nani. Solo grazie al medaglione dell'amore recuperato da Cucciolo durante il suo viaggio educativo e all'unione delle loro forze, i nani e i Golbin riescono a sconfiggere per sempre Ronny e a sventare il piano della Regina. Doppiato da Shinpachi Tsuji (originale), Orlando Mezzabotta (italiano).
- Il capitano (親衛隊長?, Shineitaichou) è il giovane comandante dei valorosi cavalieri dell'Armata Nera, l'esercito delle guardie del corpo della Regina. Devotissimo alla sua sovrana, obbedisce ad ogni suo comando e non sembra provare alcun dubbio o rimorso per le infide imprese che gli vengono assegnate. Doppiato da Hiroshi Naka (originale), Ivo De Palma (italiano).
- La Regina dei ghiacci (?) è la solitaria sovrana del Regno di ghiaccio, perennemente gelido e inospitale, che si trova oltre le nuvole. La donna è ossessionata dal pericolo del calore e teme ogni invasore. Quando Biancaneve e i sette nani si smarriscono nel suo Regno, dove sono capitati per caso dopo aver volato appesi a dei grossi soffioni, la Regina ruba loro il "Libro della Sapienza" e li imprigiona nelle segrete del castello, cinte da grosse sbarre di ghiaccio. Sfruttando il calore corporeo, Biancaneve e i nani riescono a fuggire e ad invocare il potere del sole, sconfiggendo la Regina dei ghiacci che, arresasi al potere del calore e dell'amore, si trasforma in un meraviglioso arcobaleno che riaccompagna il gruppo sulla terra.
- Il Re (サファイア王?, Safaia-ō, Re Sapphire) e la Regina (ルビー女王?, Rubī joō, Regina Ruby) dei nani sono i sovrani del popolo dei nani. Vivono in un grande castello sul fondo di un lago incantato ed è qui che si reca Cucciolo per implorarli di dispensarlo dal viaggio educativo che ogni nano, raggiunta la maggiore età, è costretto a compiere per provare la sua maturità. Terrorizzato all'idea di lasciare Biancaneve, Cucciolo cerca in ogni modo di convincerli a fare un'eccezione alla legge che impone la sua partenza per lasciarlo restare a casa. Con uno stratagemma, il Re e la Regina gli dimostrano invece l'importanza che il viaggio e l'esperienza hanno per formare il carattere dei nani: attraverso una pozzanghera, Cucciolo viene infatti catapultato nel passato, dove scopre che Dotto stesso, da giovane, era pasticcione e ansioso di fare a modo suo, esattamente come lo è lui ora. Solo l'esperienza del viaggio educativo è riuscita a trasformare Dotto nel nano saggio e responsabile che è oggi. E Cucciolo, finalmente convinto, decide di partire e, con sua grande gioia, Biancaneve decide di accompagnarlo.
- La Fata della speranza (希望の妖精?, Kibou no yousei) nasce dal frutto del fiore della speranza, recuperato da Biancaneve e Jack durante la loro scalata sulla montagna della speranza. Minuta e perennemente assonnata, la Fata aiuterà Jack e i sette nani a salvare Biancaneve dall'ennesimo incantesimo di Lady Chrystal, che, sotto le mentite spoglie della ragazzina Mary, è riuscita a somministrare alla rivale, ignara e fiduciosa, un potente quanto letale veleno.
- Mary è una dolce bambina che Biancaneve conosce durante il periodo che passa al villaggio di Molly, in apparenza sembra una bambina dolce, tenera e timida ma in realtà si rivela essere Lady Chrystal sotto mentite spoglie che alla fine tenta di uccidere Biancaneve con un pettine avvelenato. Doppiata da Naoko Watanabe (originale), Daniela Fava (italiano).

## Episodi
| Nº | Titolo italiano Giapponese 「Kanji」 - Rōmaji - Traduzione letterale                                                                | In onda           | In onda          |
| Nº | Titolo italiano Giapponese 「Kanji」 - Rōmaji - Traduzione letterale                                                                | Giapponese        | Italiano         |
| 1  | Bella come la neve 「雪のような少女」 - yuki noyōna shōjo – "Una bimba come la neve"                                                | 6 aprile 1994     | 6 ottobre 1994   |
| 2  | Una matrigna ambiziosa 「果てしない欲望」 - hate shinai yokubō – "Ambizione senza limiti"                                           | 13 aprile 1994    | 7 ottobre 1994   |
| 3  | L'incontro 「陽だまりの出会い」 - yō damarino deai – "Un piacevole incontro"                                                        | 20 aprile 1994    | 8 ottobre 1994   |
| 4  | Una triste notizia 「雪に誓った約束」 - yuki ni chikatta yakusoku – "Una promessa in nome della neve"                               | 27 aprile 1994    | 9 ottobre 1994   |
| 5  | Il cacciatore 「霧のむこうの明日へ」 - kiri nomukōno ashita e – "Preannuncio di un domani difficile"                                | 4 maggio 1994     | 10 ottobre 1994  |
| 6  | I sette nani 「７人のドワーフ」 - 7 nin no dowafu – "I sette nani"                                                                  | 14 maggio 1994    | 11 ottobre 1994  |
| 7  | Una nuova famiglia 「新しい家族」 - atarashi i kazoku – "Una nuova famiglia"                                                        | 18 maggio 1994    | 12 ottobre 1994  |
| 8  | I fiori magici 「ふしぎの花のささやき」 - fushigino hana nosasayaki – "Il bisbiglio dei fiori della speranza"                       | 25 maggio 1994    | 13 ottobre 1994  |
| 9  | Amici ritrovati 「星降る森の再会」 - hoshifuru mori no saikai – "Incontro nella foresta al cadere di una stella"                    | 1º giugno 1994    | 14 ottobre 1994  |
| 10 | La lettera di Riccardo 「リチャードの手紙を」 - richado no tegami o – "La lettera di Richard"                                       | 8 giugno 1994     | 15 ottobre 1994  |
| 11 | Un'avventura pericolosa 「お城の中を大冒険」 - o shiro no naka o daibōken – "Grande avventura al castello"                          | 15 giugno 1994    | 16 ottobre 1994  |
| 12 | Grazie, piccoli amici! 「友情がくれた笑顔」 - yūjō gakureta egao – "Il sorriso dato dall'amicizia"                                  | 22 giugno 1994    | 17 ottobre 1994  |
| 13 | La vendetta della matrigna 「若草色の悪魔」 - wakakusairo no akuma – "Un diavolo verde smeraldo"                                    | 29 giugno 1994    | 18 ottobre 1994  |
| 14 | La perdita del candido fiore 「われた白い花」 - wareta shiroi hana – "La scomparsa del candido fiore"                               | 6 luglio 1994     | 19 ottobre 1994  |
| 15 | Uno scudo arcobaleno 「勇気の霧は虹の色」 - yūki no kiri wa niji no shoku – "La nebbia del coraggio è color arcobaleno"             | 13 luglio 1994    | 20 ottobre 1994  |
| 16 | Le farfalle 「蝶よ舞え青い空に」 - chō yo mae aoi sora ni – "Nel cielo blu danzano le farfalle"                                     | 20 luglio 1994    | 21 ottobre 1994  |
| 17 | Incantesimo in una notte di luna piena 「月の夜のおまじない」 - gatsu no yoru noomajinai – "Incantesimo in una notte di luna piena" | 27 luglio 1994    | 22 ottobre 1994  |
| 18 | Il regno di ghiaccio 「迷い込んだ氷の月」 - mayoikon da koori no gatsu – "La luna di ghiaccio viene sconfitta"                      | 8 agosto 1994     | 23 ottobre 1994  |
| 19 | Una piccola amica 「借り暮らしの女の子」 - kari kurashi no onnanoko – "Una bambina che vive di prestiti"                            | 10 agosto 1994    | 24 ottobre 1994  |
| 20 | Buon cuore ricambiato 「やさしさの果てに」 - yasashisano hate ni – "Fine della gentilezza"                                          | 17 agosto 1994    | 25 ottobre 1994  |
| 21 | Arrivederci, Cucciolo! 「さよならジョリー」 - sayonara jori – "Arrivederci, Jolly!"                                                 | 24 agosto 1994    | 26 ottobre 1994  |
| 22 | Uno strano uovo 「卵のパパになったら」 - tamago no papa ninattara – "Se diventassi padre di un uovo"                                | 31 agosto 1994    | 27 ottobre 1994  |
| 23 | La montagna incantata 「まぼろしの山へ走れ」 - maboroshino yama e hashire – "Corsa verso la montagna dell'illusione"                | 7 settembre 1994  | 28 ottobre 1994  |
| 24 | La fatina 「あなたの妖精だから」 - anatano yōsei dakara – "Perché è la tua fata"                                                    | 14 settembre 1994 | 29 ottobre 1994  |
| 25 | Una voce dal passato 「時を超えた叫び」 - toki o koe ta sakebi – "Un pianto senza tempo"                                            | 21 settembre 1994 | 30 ottobre 1994  |
| 26 | Un Amore senza tempo 「いつか愛のために」 - itsuka ai notameni – "In virtù dell'amore"                                              | 28 settembre 1994 | 31 ottobre 1994  |
| 27 | Una bella sorpresa 「思いがけない再会」 - omoi gakenai saikai – "Un incontro inaspettato"                                           | 5 ottobre 1994    | 1º novembre 1994 |
| 28 | Una graziosa ragazzina 「天使のようなマリー」 - tenshi noyōna mari – "Mary come un angelo"                                          | 12 ottobre 1994   | 2 novembre 1994  |
| 29 | Un ragazzino difficile 「森から来た少年」 - mori kara kita shōnen – "Il ragazzo che viene dai boschi"                               | 19 ottobre 1994   | 3 novembre 1994  |
| 30 | Il fiore della speranza 「希望の花をめざして」 - kibō no hana o mezashite – "Alla ricerca del fiore della speranza"                 | 26 ottobre 1994   | 4 novembre 1994  |
| 31 | Il regalo di Mary 「マリーからの贈り物」 - mari karano okurimono – "Un regalo da Mary"                                              | 2 novembre 1994   | 5 novembre 1994  |
| 32 | Il risveglio di Biancaneve 「白鳥よふたたび」 - hakuchō yofutatabi – "Cigno di nuovo"                                               | 9 novembre 1994   | 6 novembre 1994  |
| 33 | Lo Spirito del Male 「復活する悪魔の霧」 - fukkatsu suru akuma no kiri – "La nebbia del diavolo risorto"                            | 16 novembre 1994  | 7 novembre 1994  |
| 34 | L'ira dei goblin 「奪われた妖精の心」 - ubawa reta yōsei no kokoro – "Un'elfa a cui è stato sottratto il cuore"                     | 23 novembre 1994  | 8 novembre 1994  |
| 35 | Il medaglione dell'amore 「光れ愛のペンダント」 - hikare ai no pendanto – "Brilla, medaglione dell’amore"                           | 30 novembre 1994  | 9 novembre 1994  |
| 36 | Il miracolo 「奇跡を呼ぶ銀の力」 - kiseki o yobu gin no chikara – "Invocando il miracoloso potere d'argento"                        | 7 dicembre 1994   | 10 novembre 1994 |
| 37 | La partenza 「新たなる旅立ち」 - arata naru tabidachi – "Una nuova partenza"                                                        | 14 dicembre 1994  | 11 novembre 1994 |
| 38 | La fuga 「幸せは二人の手に」 - shiawase wa futari no teni – "Felicità tra due mani"                                                 | 21 dicembre 1994  | 12 novembre 1994 |
| 39 | Una speranza per il futuro 「未来への別れ」 - mirai e no wakare – "Partenza verso il futuro"                                        | 28 dicembre 1994  | 13 novembre 1994 |
| 40 | Il ricordo 「よみがえる闇の記憶」 - yomigaeru yami no kioku – "Memorie che riemergono dall'oscurità"                                | 4 gennaio 1995    | 14 novembre 1994 |
| 41 | La verità 「悲しみにぬれた花」 - kanashimi ninureta hana – "I fiori bagnati di dolore"                                              | 11 gennaio 1995   | 15 novembre 1994 |
| 42 | Il mondo immaginario 「悪魔が呼ぶ夢の国」 - akuma ga yobu yume no kuni – "La terra che il diavolo chiama dei Sogni"                 | 25 gennaio 1995   | 16 novembre 1994 |
| 43 | Le lacrime di Biancaneve 「狙われた乙女の涙」 - nerawa reta otome no namida – "Obbiettivo lacrime di fanciulla"                     | 1º febbraio 1995  | 17 novembre 1994 |
| 44 | Grande coraggio 「めぐりあい信じて」 - meguriai shinji te – "Credici, e ci incontreremo"                                            | 8 febbraio 1995   | 18 novembre 1994 |
| 45 | Il nascondiglio segreto 「月の光に願いを」 - gatsu no hikari ni negai o – "Preghiera al chiaro di luna"                             | 15 febbraio 1995  | 19 novembre 1994 |
| 46 | Il mistero dello specchio 「秘められた鏡の謎」 - hime rareta kagami no nazo – "Il mistero dello specchio nascosto"                  | 22 febbraio 1995  | 20 novembre 1994 |
| 47 | Il grande mago 「化石になった故郷」 - kaseki ninatta kokyō – "Il reame è tramutato in pietra"                                       | 1º marzo 1995     | 21 novembre 1994 |
| 48 | Il quarto elemento 「大地の力をこの手に」 - daichi no chikara o kono te ni – "La forza della Terra nella mano"                      | 8 marzo 1995      | 22 novembre 1994 |
| 49 | La foresta pietrificata 「緑の森をかえして」 - midori no mori o kaeshite – "Lasciate vivere la natura"                              | 8 marzo 1995      | 23 novembre 1994 |
| 50 | La mela avvelenata 「運命の毒リンゴ」 - unmei no doku ringo – "Il destino della mela avvelenata"                                    | 15 marzo 1995     | 24 novembre 1994 |
| 51 | Il falco azzurro 「舞い降りた青い鷹」 - mai ori ta aoi taka – "Il ritorno del falco blu"                                            | 22 marzo 1995     | 25 novembre 1994 |
| 52 | Il bacio 「いつまでも笑顔を」 - itsumademo egao o – "Un sorriso che non svanisce"                                                   | 29 marzo 1995     | 26 novembre 1994 |

## Sigle

### Giapponesi
Sigla iniziale
- Heart no mori e tsuretette (ハートの森へつれてって?, Hāto no mori e tsuretette) - cantata da Miki Sakai con i Red Dolphins, musica di Masato Ishida, testo di Mebae Miyahara, arrangiamento di Tomoji Sogawa.

Sigla finale
- Folk Dance (フォークダンス?, Fōku Dansu) - cantata da Mebae Miyahara.

### Italiane
Sigla iniziale e finale
- Biancaneve - interpretata da Cristina D'Avena, con la partecipazione del coro I Piccoli Cantori di Milano, musica di Carmelo Carucci, testo di Alessandra Valeri Manera.

Successivamente alla prima messa in onda sono state utilizzate le basi strumentali delle sigle originali. La base strumentale è stata riutilizzata in Spagna per la serie animata Las aventuras de Silvia (I fantastici viaggi di Fiorellino) e successivamente per la stessa serie animata dal titolo La leyenda de Blancanieves (sostituendo la base di Maple Town un nido di simpatia); in Francia è stata utilizzata per la stessa serie animata dal titolo La légende de Blanche-Neige cantata da Naïké Fauveau e per la versione araba.

## Distribuzione

### Edizione italiana
In Italia la serie è stata trasmessa su Italia 1 dal 6 ottobre al 26 novembre 1994 in orario mattutino, dal lunedì al sabato durante Ciao Ciao Mattina e la domenica durante Bim Bum Bam.
Nell'edizione italiana, è stata utilizzata per i primi 13 episodi la colonna sonora originale giapponese di Yuuki Nijuuroku (pseudonimo del compositore Hiroki Kikuta), per poi passare dall'episodio 14 al commento musicale realizzato a sentitizzatore da Mondo TV per le edizioni internazionali della serie. Inoltre, nell'adattamento italiano realizzato per conto di Mediaset, Lady Chrystal, Samson e i genitori di Biancaneve non vengono mai chiamati con i loro nomi propri, mentre per i sette nani sono stati utilizzati quelli della celebre versione Disney del 1937.

### Edizioni home video
Nel 2002-2003, Mondo Home Entertainment, divisione home video di Mondo TV, ha iniziato la pubblicazione dei titoli di punta della propria library classica in VHS. De La leggenda di Biancaneve sono stati distribuiti 5 volumi, per un totale di 10 episodi, dopodiché la pubblicazione si è inspiegabilmente arrestata.
Nell'estate del 2006, in Giappone, la Columbia Music Entertainment ha immesso nel mercato la serie completa in due eleganti e preziosi cofanetti: il primo, da 5 DVD, contiene gli episodi 1-24; il secondo, da 6 DVD, gli episodi 25-52. I DVD hanno la sola traccia audio giapponese e nessun sottotitolo. Ad ogni box è allegato un fascicolo con schede dei personaggi, e curiosità sulla produzione.
Un'uscita italiana per la serie, i cui diritti sono di Mondo TV, non è ancora stata programmata. Tuttavia, dal 28 ottobre 2013, gli episodi dell'anime sono disponibili per lo streaming gratuito su YouTube nel canale ufficiale di Mondo TV.

## Film
Dalla serie sono stati tratti tre film riassuntivi: La leggenda di Biancaneve, Riccardo di Albertville e Il re della foresta. Mentre il primo presenta le vicende salienti della fiaba, i successivi sono di tipo integrativo e colmano le lacune lasciate, per motivi di durata, nel primo film. Quest'ultimo è stato pubblicato in DVD nel 2007 su etichetta Mondo Home Entertainment e trasmesso dal 2010 su Boing, Cartoon Network e Boomerang.